# Discographie de MF DOOM
La discographie de MF DOOM, rappeur et producteur de disques anglo-américain, comprend six albums studio, deux albums live, trois compilations, dix albums instrumentaux, six albums collaboratifs, quatorze singles et dix-sept clips vidéos.
De son vrai nom Daniel Dumile, il se produit initialement sous le nom de scène Zev Love X en tant que membre du group de rap KMD. Leur premier album studio, Mr. Hood, est publié en mai 1991. Deux ans plus tard, juste avant la sortie de leur deuxième album Black Bastards, le frère de Dumile ainsi que membre de KMD Subroc est renversé et tué par une voiture, la même semaine où le groupe est renvoyé de chez Elektra Records.
En septembre 1999, Dumile sort son premier album studio Operation: Doomsday sous un nouveau nom, MF DOOM, introduisant son masque similaire à celui du Docteur Fatalis, un supér-méchant de Marvel Comics. En 2003, il publie deux nouveaux albums : Take Me to Your Leader en tant que King Geedorah, ainsi que Vaudeville Villain sous le nom de Viktor Vaughn.
La première percée du rappeur a lieu en mars 2004, à la sortie de son album Madvillainy, publié en collaboration avec le producteur Madlib sous le nom de groupe Madvillain. L'album atteint le rang de 179 sur le US Billboard 200. Au mois d'août de la même année, il sort un autre album en tant que Viktor Vaughn, Venomous Villain, bientôt suivi de son cinquième album Mm.. Food trois mois plus tard.
Pendant les années suivantes, il continue de sortir des albums collaboratifs, tel que The Mouse and The Mask avec Danger Mouse en 2005. Quatre ans plus tard, son sixième et dernier album studio Born Like This est publié au nom de DOOM. À partir de ce moment et jusqu'à sa mort en 2020, Dumile sort uniquement des collaborations, comme NehruvianDOOM avec Bishop Nehru en 2014 et trois autres projets studio.

## Albums

### Albums studio
| Année | Titre                                              | Détails | Classements | Classements | Classements |
| Année | Titre                                              | Détails | US          | US R&B /HH  | US Rap      |
| ----- | -------------------------------------------------- | --- | ----------- | ----------- | ----------- |
| 1999  | Operation: Doomsday                                | - Sortie : 20 avril 1999 - Label : Fondle 'Em - Format : CD, LP, téléchargement numérique                                 | —           | —           | —           |
| 2003  | Take Me to Your Leader (en tant que King Geedorah) | - Sortie : 17 juin 2003 - Label : Big Dada - Format : CD, LP, téléchargement numérique                                    | –           | –           | –           |
| 2003  | Vaudeville Villain (en tant que Viktor Vaughn)     | - Sortie : 16 septembre 2003 - Label : Sound-Ink, Traffic Entertainment Group - Format : CD, LP, téléchargement numérique | –           | –           | –           |
| 2004  | Venomous Villain (en tant que Viktor Vaughn)       | - Sortie : 3 août 2004 - Label : Insomniac, Inc. - Format : CD, LP, téléchargement numérique                              | –           | –           | –           |
| 2004  | Mm.. Food                                          | - Sortie : 16 novembre 2004 - Label : RSE - Format : CD, LP, téléchargement numérique                                     | –           | –           | –           |
| 2009  | Born Like This (en tant que DOOM)                  | - Sortie : 24 mars 2009 - Label : Lex - Format : CD, LP, téléchargement numérique                                         | 52          | 29          | 9           |

### Albums live
| Année | Titre              | Détails                                                                                             |
| ----- | ------------------ | --------------------------------------------------------------------------------------------------- |
| 2005  | Live from Planet X | - Sortie : 8 mars 2005 - Label : Nature Sounds - Format : DVD, CD, LP, téléchargement numérique     |
| 2010  | Expektoration      | - Sortie : 14 septembre 2010 - Label : Gold Dust Media - Format : DVD, CD, téléchargement numérique |

### Albums collaboratifs
| Année | Titre                                                       | Détails                                                                                                   | Classements | Classements | Classements | Classements | Classements | Certifications |
| Année | Titre                                                       | Détails                                                                                                   | US          | US R&B /HH  | US Rap      | CAN         | UK          | Certifications |
| ----- | ----------------------------------------------------------- | --- | ----------- | ----------- | ----------- | ----------- | ----------- | -------------- |
| 2004  | Madvillainy (avec Madlib sous Madvillain)                   | - Sortie : 24 mars 2004 - Label : Stones Throw - Format : CD, LP, cassette                                | 73          | 42          | –           | 64          | 58          | - BPI : Argent |
| 2004  | Special Herbs + Spices Volume 1 (avec MF Grimm)             | - Sortie : 11 mai 2004 - Label : Day by Day Entertainment - Format : CD, LP                               | –           | –           | –           | –           | –           | –              |
| 2005  | The Mouse and the Mask (avec Danger Mouse sous Danger Doom) | - Sortie : 10 octobre 2005 (UE), 11 octobre 2005 (US) - Label : Epitaph, Lex, Metalface - Format : CD, LP | –           | –           | –           | –           | –           | –              |
| 2012  | Key to the Kuffs (avec Jneiro Jarel sous JJ Doom)           | - Sortie : 20 août 2012 - Label : Lex - Format : CD, LP, téléchargement numérique                         | 148         | 25          | –           | –           | –           | –              |
| 2014  | NehruvianDOOM (avec Bishop Nehru sous NeruvianDoom)         | - Sortie : 7 octobre 2014 - Label : Lex - Format : CD, LP                                                 | 59          | 10          | 4           | –           | –           | –              |
| 2018  | Czarface Meets Metal Face (avec Czarface)                   | - Sortie : 30 mars 2018 - Label : 7L, Jeremy Page, Todd Spadafore - Format : CD, téléchargement numérique | 134         | –           | –           | –           | –           | –              |

### Compilations
| Année | Titre                               | Détails                                                                                        |
| ----- | ----------------------------------- | ---------------------------------------------------------------------------------------------- |
| 2004  | Special Blends Volume 1 & 2         | - Sortie : 2004 - Label : Metal Face - Format : 2-CD                                           |
| 2006  | Special Herbs: The Box Set Vol. 0–9 | - Sortie : 24 janvier 2006 - Label : Nature Sounds - Format : 3-CD, téléchargement numérique   |
| 2009  | Unexpected Guests                   | - Sortie : 27 octobre 2009 - Label : Gold Dust Media - Format : 3-CD, téléchargement numérique |

### Albums instrumentaux
| Année | Titre                               | Détails                                                                                    |
| ----- | ----------------------------------- | ------------------------------------------------------------------------------------------ |
| 2001  | Special Herbs, Vol. 1               | - Sortie : 2001 - Label : Female Fun - Format : CD                                         |
| 2002  | Special Herbs, Vol. 2               | - Sortie : 1er janvier 2002 - Label : High Times - Format : CD                             |
| 2002  | Special Herbs, Vol. 3               | - Sortie : 2002 - Label : Female Fun - Format : CD                                         |
| 2003  | Special Herbs, Vol. 4               | - Sortie : 23 septembre 2003 - Label : Nature Sounds - Format : CD                         |
| 2003  | Special Herbs, Vols. 4, 5 & 6       | - Sortie : 24 novembre 2003 - Label : Shaman Works - Format : CD                           |
| 2004  | Special Blends, Vols. 1 & 2         | - Sortie : 2004 - Label : Metal Face - Format : CD                                         |
| 2004  | Special Herbs, Vols. 5 & 6          | - Sortie : 23 mars 2004 - Label : Nature Sounds - Format : CD                              |
| 2004  | Special Herbs Vols. 7 & 8           | - Sortie : 21 septembre 2004 - Label : Shaman Works - Format : CD                          |
| 2005  | Special Herbs, Vols. 9 & 0          | - Sortie : 12 juillet 2005 - Label : Shaman Works - Format : CD                            |
| 2006  | Special Herbs: The Box Set Vol. 0–9 | - Sortie : 24 janvier 2006 - Label : Nature Sounds - Format : CD, téléchargement numérique |

### Demos
| Année | Titre                                               | Détails                                                                |
| ----- | --------------------------------------------------- | ---------------------------------------------------------------------- |
| 2013  | Madvillainy Demo Tape (avec Madlib sous Madvillain) | - Sortie : 7 septembre 2013 - Label : Stones Throw - Format : cassette |

## EP
| Année | Titre                                                   | Détails                                                                               |
| ----- | ------------------------------------------------------- | ------------------------------------------------------------------------------------- |
| 2000  | MF EP (avec MF Grimm)                                   | - Sortie : 28 novembre 2000 - Label : Brick - Format : CD                             |
| 2006  | Occult Hymn (avec Danger Mouse sous Danger Doom)        | - Sortie : 30 mai 2006 - Label : Adult Swim - Format : téléchargement numérique       |
| 2008  | Unicron (avec Trunks)                                   | - Sortie : Janvier 2008 - Label : inconnu - Format : téléchargement numérique         |
| 2011  | Victory Laps EP (avec Ghostface Killah sous DOOMSTARKS) | - Sortie : 2011 - Label : Nature Sounds - Format : téléchargement numérique           |
| 2017  | Bookhead EP (avec Jneiro Jarel sous JJ Doom)            | - Sortie : 27 mai 2017 - Label : Lex - Format : LP, téléchargement numérique          |
| 2017  | WestSide Doom (avec Westside Gunn)                      | - Sortie : 13 octobre 2017 - Label : Griselda - Format : LP, téléchargement numérique |

## Singles

### Comme artiste principal
| Année | Titre                                                                 | Détails                                                         | Tiré de l'album                                    |
| ----- | --------------------------------------------------------------------- | --------------------------------------------------------------- | -------------------------------------------------- |
| 1997  | Dead Bent/Gas Drawls/Hey!                                             | - Sortie : 1997 - Label : Fondle 'Em                            | –                                                  |
| 1997  | Greenbacks/Go with the Flow'                                          | - Sortie : 1997 - Label : Fondle 'Em                            | –                                                  |
| 1998  | The M.I.C./Red & Gold                                                 | - Sortie : 1998 - Label : Fondle 'Em                            | –                                                  |
| 2001  | I Hear Voices Pt. 1                                                   | - Sortie : 2001 - Label : Sub Verse                             | Operation: Doomsday (version remasterisée de 2001) |
| 2002  | My Favorite Ladies/All Outta Ale                                      | - Sortie : 2002 - Label : Nature Sounds                         | –                                                  |
| 2003  | Raw Dawn/Change the Beat (en tant que Viktor Vaughn)                  | - Sortie : 2003 - Label : Sound-Ink                             | –                                                  |
| 2003  | Anti-Matter (en tant que King Geedorah avec Mr. Fantastik)            | - Sortie : 1er septembre 2003 - Label : Big Dada                | Take Me to Your Leader                             |
| 2003  | Yee Haw/Is He Ill?                                                    | - Sortie : 21 juillet 2003 - Label : Molemen                    | –                                                  |
| 2004  | Mr. Clean/Modern Day Mugging                                          | - Sortie : Juin 2004 - Label : Sound-Ink                        | –                                                  |
| 2004  | Hoe Cakes/Potholders                                                  | - Sortie : 9 septembre 2004 - Label : Rhymesayers Entertainment | Mm.. Food                                          |
| 2006  | Vomit                                                                 | - Sortie : 14 mars 2006 - Label : Super Bro                     | –                                                  |
| 2008  | Sniper Elite/Sniper Elite & Murder Goons (avec Dilla Ghost Doom)      | - Sortie : 1er octobre 2008 - Label : Stones Throw              | Sniperlite                                         |
| 2010  | Gazzillion Ear                                                        | - Sortie : 8 janvier 2010 - Label : Lex                         | Born Like This                                     |
| 2011  | Victory Laps (avec Ghostface Killah en tant que DoomStarks et Madlib) | - Sortie : 8 novembre 2011 - Label : Nature Sounds              | Victory Laps EP                                    |
| 2015  | Lively Hood (avec Ghostface Killah en tant que DoomStarks)            | - Sortie : 14 septembre 2015 - Label : Adult Swim               | –                                                  |
| 2016  | Avalanche (avec Madlib)                                               | - Sortie : 15 décembre 2016 - Label : Madlib Invazion           | –                                                  |
| 2020  | The Chocolate Conquistadors (avec BadBadNotGood)                      | - Sortie : 15 décembre 2020 - Label : Rockstar Games            | –                                                  |

### Comme artiste invité
| Année | Titre                                                       | Classements | Classements | Tiré de l'album |
| Année | Titre                                                       | AUS         | BEL (FL)    | Tiré de l'album |
| ----- | ----------------------------------------------------------- | ----------- | ----------- | --------------- |
| 2016  | Frankie Sinatra (The Avalanches avec Danny Brown & MF Doom) | 34          | 36          | Wildflower      |
| 2020  | Cookie Chips (Rejjie Snow avec Cam O'Bi et MF Doom)         | –           | –           | –               |

### Singles promotionnels
| Année | Titre                              | Détails                                          | Tiré de l'album    |
| ----- | ---------------------------------- | ------------------------------------------------ | ------------------ |
| 2003  | Saliva (en tant que Viktor Vaughn) | - Sortie : 16 septembre 2003 - Label : Sound-Ink | Vaudeville Villain |

## Apparitions comme invité
| Année | Titre                                                                         | Artiste(s)                                                                     | Tiré de l'album                                        |
| ----- | ----------------------------------------------------------------------------- | ------------------------------------------------------------------------------ | ------------------------------------------------------ |
| 1989  | The Gas Face                                                                  | 3rd Bass                                                                       | The Cactus Album                                       |
| 2001  | Put Your Quarter Up                                                           | Molemen, Aesop Rock, Slug                                                      | Ritual of the Molemen                                  |
| 2001  | Black List                                                                    | Prefuse 73, Aesop Rock                                                         | Vocal Studies + Uprock Narratives                      |
| 2002  | Make A Buck                                                                   | Count Bass D                                                                   | Dwight Spitz                                           |
| 2002  | Quite Buttery                                                                 | Count Bass D                                                                   | Dwight Spitz                                           |
| 2002  | A Word of Advice                                                              | Fog                                                                            | Fog                                                    |
| 2002  | Foolish                                                                       | MF Grimm, Megalon                                                              | The Downfall of Ibliys: A Ghetto Opera                 |
| 2002  | Voices Pt. 1                                                                  | MF Grimm                                                                       | The Downfall of Ibliys: A Ghetto Opera                 |
| 2002  | YIKES!                                                                        | Scienz of Life                                                                 | Project Overground: The Scienz Experiment              |
| 2002  | It Ain't Nuttin'                                                              | The Herbaliser                                                                 | Something Wicked This Way Comes                        |
| 2002  | Strange Universe                                                              | Non Phixion                                                                    | The Future Is Now                                      |
| 2003  | Songs in the Key of Tryfe                                                     | Semi.Official                                                                  | The Anti-Album                                         |
| 2003  | The Line Up                                                                   | C-Rayz Walz, Wordsworth, J-Treds, Thirstin Howl III, Vast Aire, Breezly Brewin | Ravipops (The Substance)                               |
| 2003  | Chubb Rock Please Pay Paul His $2200 You Owe Him (People, Places, and Things) | Prince Paul, Chubb Rock, Wordsworth                                            | Politics of the Business                               |
| 2003  | Stepping Into Tomorrow                                                        | Madlib                                                                         | Shades of Blue                                         |
| 2003  | The Final Hour                                                                | King Geedorah                                                                  | Take Me to Your Leader                                 |
| 2003  | Anti-Matter                                                                   | King Geedorah, Mr. Fantastik                                                   | Take Me to Your Leader                                 |
| 2004  | RockCo.Kane Flow                                                              | De La Soul                                                                     | The Grind Date                                         |
| 2004  | Social Distortion                                                             | Prince Po                                                                      | The Slickness                                          |
| 2004  | Somersault (Remix de Danger Mouse)                                            | Zero 7, Sia                                                                    | NC                                                     |
| 2004  | Da Supafriendz                                                                | Vast Aire                                                                      | Look Mom... No Hands                                   |
| 2004  | Depuis que j'étais enfant                                                     | Klub des Loosers                                                               | Vive la vie                                            |
| 2004  | This Is Dedicated To                                                          | Wale Oyejide                                                                   | One Day... Everything Changed                          |
| 2005  | Verse vs. The Virus                                                           | Cipher                                                                         | Children of God's Fire                                 |
| 2005  | November Has Come                                                             | Gorillaz                                                                       | Demon Days                                             |
| 2005  | Fly That Knot                                                                 | Talib Kweli                                                                    | Right About Now: The Official Sucka Free Mix CD        |
| 2005  | Impending Doom                                                                | Daedelus                                                                       | Exquisite Corpse                                       |
| 2005  | Biochemical Equation                                                          | Wu-Tang Clan, RZA                                                              | Wu-Tang Meets the Indie Culture                        |
| 2005  | More Soup                                                                     | Moka Only                                                                      | The Desired Effect                                     |
| 2005  | Ghostwhirl                                                                    | Johnathan Thoth                                                                | Ghostwhirl                                             |
| 2005  | Yee Haw (Remix)                                                               | Molemen                                                                        | Lost Sessions                                          |
| 2005  | Closer                                                                        | Quasimoto                                                                      | The Further Adventures of Lord Quas                    |
| 2006  | Profitless Thoughts                                                           | Substance Abuse                                                                | Overproof                                              |
| 2006  | Air                                                                           | Dabrye                                                                         | Two/Three                                              |
| 2006  | Monkey Suite                                                                  | NC                                                                             | Chrome Children                                        |
| 2006  | My Favourite Ladies Pt. 2                                                     | Damage                                                                         | Shimmy Shimmy Blade                                    |
| 2007  | Project Jazz                                                                  | Hell Razah, Talib Kweli                                                        | Renaissance Child                                      |
| 2007  | Let's Go                                                                      | Shape of Broad Minds                                                           | Craft of the Lost Art                                  |
| 2007  | Vomit Chorus                                                                  | C-Rayz Walz, Parallel Thought                                                  | Chorus Rhyme                                           |
| 2008  | Trap Door                                                                     | Jake One                                                                       | White Van Music                                        |
| 2008  | Get 'Er Done                                                                  | Jake One                                                                       | White Van Music                                        |
| 2008  | Distant Star                                                                  | The Heliocentrics                                                              | Distant Star                                           |
| 2008  | Gunfight                                                                      | The Mighty Underdogs                                                           | The Prelude EP                                         |
| 2008  | The Unexpected                                                                | DJ Babu, Sean Price,                                                           | Duck Season Vol. 3                                     |
| 2009  | Chinatown Wars                                                                | Ghostface Killah                                                               | Soundtrack de Grand Theft Auto: Chinatown Wars         |
| 2009  | Benetton                                                                      | MC Serch, Kurious                                                              | II                                                     |
| 2009  | Fire Wood Drumstix                                                            | J Dilla                                                                        | Jay Stay Paid                                          |
| 2009  | She Still Got Dimples                                                         | DJ Rob A                                                                       | The New Mortal Sin                                     |
| 2009  | Hot Guacamole                                                                 | MC Paul Barman                                                                 | Thought Balloon Mushroom Cloud                         |
| 2010  | Wild Kingdom                                                                  | CX Kidtronik, Diallo                                                           | –                                                      |
| 2012  | 3 Dollars                                                                     | Oh No                                                                          | Ohnomite                                               |
| 2012  | Coco Mango                                                                    | Union                                                                          | Analogtronics                                          |
| 2013  | The Music (Intro)                                                             | Bishop Nehru                                                                   | Nehruvia                                               |
| 2013  | Owl                                                                           | The Child of Lov                                                               | The Child of Lov                                       |
| 2013  | Between Villains                                                              | Captain Murphy, Earl Sweatshirt, Thundercat                                    | Ideas+drafts+loops                                     |
| 2014  | Masquatch                                                                     | Flying Lotus                                                                   | Soundtrack de Grand Theft Auto V                       |
| 2015  | Ray Gun                                                                       | BadBadNotGood, Ghostface Killah                                                | Sour Soul                                              |
| 2015  | Iron Rose                                                                     | Cannibal Ox                                                                    | Blade of the Ronin                                     |
| 2015  | Ka-Bang                                                                       | Inspectah Deck, 7L & Esoteric                                                  | Every Hero Needs a Villain                             |
| 2015  | Masking                                                                       | ASM                                                                            | The Jade Amulet                                        |
| 2015  | Knock Knock                                                                   | MED, Blu, Madlib                                                               | Bad Neighbor                                           |
| 2015  | Highs and Lows                                                                | PRhyme, Phonte                                                                 | PRhyme                                                 |
| 2016  | Frankie Sinatra                                                               | The Avalanches, Danny Brown                                                    | Wildflower                                             |
| 2016  | In the Streets                                                                | Busta Rhymes, BJ the Chicago Kid                                               | The Return of the Dragon                               |
| 2016  | When the Lights Go Out                                                        | Atmosphere, Kool Keith                                                         | Fishing Blues                                          |
| 2016  | Super Hero                                                                    | Kool Keith                                                                     | Feature Magnetic                                       |
| 2017  | Negus                                                                         | Sean Price, Ike Eyez                                                           | Imperius Rex                                           |
| 2017  | Pizza Shop Extended                                                           | IDK, Yung Gleesh, Del the Funky Homosapien                                     | IWasVeryBad                                            |
| 2018  | Drop the Bomb                                                                 | YOTA (Youth of the Apocalypse)                                                 | Drop the Bomb                                          |
| 2019  | BDE                                                                           | Your Old Droog, Mach-Hommy                                                     | Jewelry                                                |
| 2020  | Last Sniff                                                                    | Wilma Archer                                                                   | A Western Circular                                     |
| 2020  | MEATHEAD                                                                      | Bishop Nehru                                                                   | Nehruvia: My Disregarded Thoughts                      |
| 2020  | Cookie Chips                                                                  | Rejjie Snow, Cam O'bi                                                          | NC                                                     |
| 2020  | Lunch Break                                                                   | Flying Lotus                                                                   | Musique de Grand Theft Auto: Online: Cayo Perica Heist |
| 2020  | The Chocolate Conquistadors                                                   | BadBadNotGood                                                                  | Musique de Grand Theft Auto: Online: Cayo Perica Heist |

## Clips vidéos
- 1991
  - Who Me? (sous KMD)
  - Peachfuzz (sous KMD)
- 1999
  - I Hear Voices
  - Dead Bent
- 2000
  - ? (avec Kurious)
- 2001
  - My Favorite Ladies
- 2003
  - Mr. Clean (en tant que Viktor Vaughn)
- 2004
  - Accordion (sous Madvillain)
  - Rhinestone Cowboy (sous Madvillain)
  - ALL CAPS (sous Madvillain)
- 2005
  - A.T.H.F. (Aqua Teen Hunger Force) (sous Danger Doom)
- 2006
  - Monkey Suite (sous Madvillain)
- 2007
  - Gunfight (avec The Mighty Underdogs)
- 2009
  - Benetton (avec Kurious et MC Serch)
- 2012
  - Guv'nor (sous JJ Doom)
- 2013
  - Bookhead (sous JJ Doom)
- 2014
  - Bookhead Remix (Clarks Originals Presents Doom)
  - Darkness (HBU) (sous NehruvianDoom)
- 2015
  - Ray Gun (avec BadBadNotGood et Ghostface Killah)
  - Masking (en tant que King Dumile avec ASM)
- 2016
  - Frankie Sinatra (avec The Avalanches et Danny Brown)
  - Super Hero (avec Kool Keith)
- 2018
  - Bomb Thrown (avec Czarface)
  - Meddle with Metal (avec Czarface)
  - Death Wish (avec Freddie Gibbs, sous MUGGS x DOOM)
  - Drop the Bomb (avec YOTA)
  - Assassination Day (avec Kool G Rap, sous MUGGS x DOOM)
  - One Beer
- 2020
  - Meathead (avec Bishop Nehru)
  - Cookie Chips (avec Rejjie Snow et Cam O'bi)